# Departement Fulda
Das Departement Fulda war eine Verwaltungseinheit des Großherzogtums Frankfurt zwischen 1810 und 1813.

## Geschichte
Das Departement Fulda entstand aus dem Besitz der ehemaligen, mit dem Reichsdeputationshauptschluss 1802 säkularisierten Reichsabtei Fulda, mit Ausnahme der Propstei Herbstein, die an das Großherzogtum Hessen gefallen war. Von 1802 bis 1806 stand es als Fürstentum Nassau-Oranien-Fulda unter der Herrschaft von Wilhelm Friedrich von Nassau-Oranien. Das Territorium wurde ergänzt um kleinere ehemalige reichsritterliche Besitzungen, zum Beispiel den Huttengrund.
Nach der Schlacht bei Jena 1806 beschlagnahmte Napoléon Bonaparte das Fürstentum und bildete daraus mit anderen Territorien 1810 das Großherzogtum Frankfurt.
Nach Auflösung des Großherzogtums Frankfurt fiel das Departement nach dem Wiener Kongress 1815 größtenteils an das Kurfürstentum Hessen und erhielt dort die Bezeichnung „Großherzogtum Fulda“. Die Distrikte Brückenau, Hammelburg und Weyhers wurden dem Königreich Bayern zugeschlagen, Dermbach und Geisa dem Herzogtum Sachsen-Weimar-Eisenach.

## Gliederung
Die innere Gliederung wurde über die Herrschaftswechsel beibehalten. Die früheren fuldischen Ämter (bzw. Ämter von Nassau-Oranien-Fulda) hießen nun Distrikt, ihre Verwaltungshauptorte Mairie.
Außer der Hauptstadt Fulda bestanden 15 Distrikte mit 305 Munizipalitäten:
- Landdistrikt Fulda
- Neuhof
- Johannesberg
- Großenlüder
- Burghaun
- Hünfeld
- Eiterfeld
- Haselstein
- Geisa
- Dermbach
- Bieberstein, mit dem Sitz der Mairie auf Schloss Bieberstein
- Weyhers
- Brückenau
- Hammelburg
- Salmünster

## Personen
An der Spitze des Departements stand der Präfekt Lothar Herquet.

### Departementrat
Mitglieder des zwölfköpfigen Departementrats waren
- Johann Adam Fleck
- Johann Baptista Fraser
- Jacob Hergenröder
- Johann Hodes
- Höck junior, Kaufmann aus Fulda
- Ludwig Joseph Jöckel
- Romeis senior, Posthalter aus Hünefeld
- Johann Reith
- Bernhard Vogler
- J. Fz. Anton von Schlereth
- Franz Simon, Hofrat in Fulda
- Anton Obwald